# Варварівка (Лубенський район)
Варва́рівка — село в Україні, у Хорольській міській громаді Лубенського району Полтавської області. Населення становить 18 осіб. До 2020 орган місцевого самоврядування - Штомпелівська сільська рада.

## Географія
Село Варварівка знаходиться за 1 км від лівого берега річки Рудка, вище за течією на відстані 1 км розташоване село Наталівка, нижче за течією на відстані 2 км розташоване село Хильківка.

## Історія
З 1917 — у складі УНР, з 1918 — у складі Української Держави Гетьмана Павла Скоропадського. У 1926 році у селі Наталівської сільської ради було 37 господарств, 233 жителів.
Станом на 1 січня 2000 року у селі 16 будинків, у яких проживало 18 жителів. Є ставок.
12 червня 2020 року, відповідно до розпорядження Кабінету Міністрів України № 721-р «Про визначення адміністративних центрів та затвердження територій територіальних громад Полтавської області», село увійшло до складу Хорольської міської громади..
19 липня 2020 року, в результаті адміністративно - територіальної реформи та ліквідації Хорольського району, село увійшло до складу новоутвореного Лубенського району.